# Dampflok Erlebniswelt Meiningen

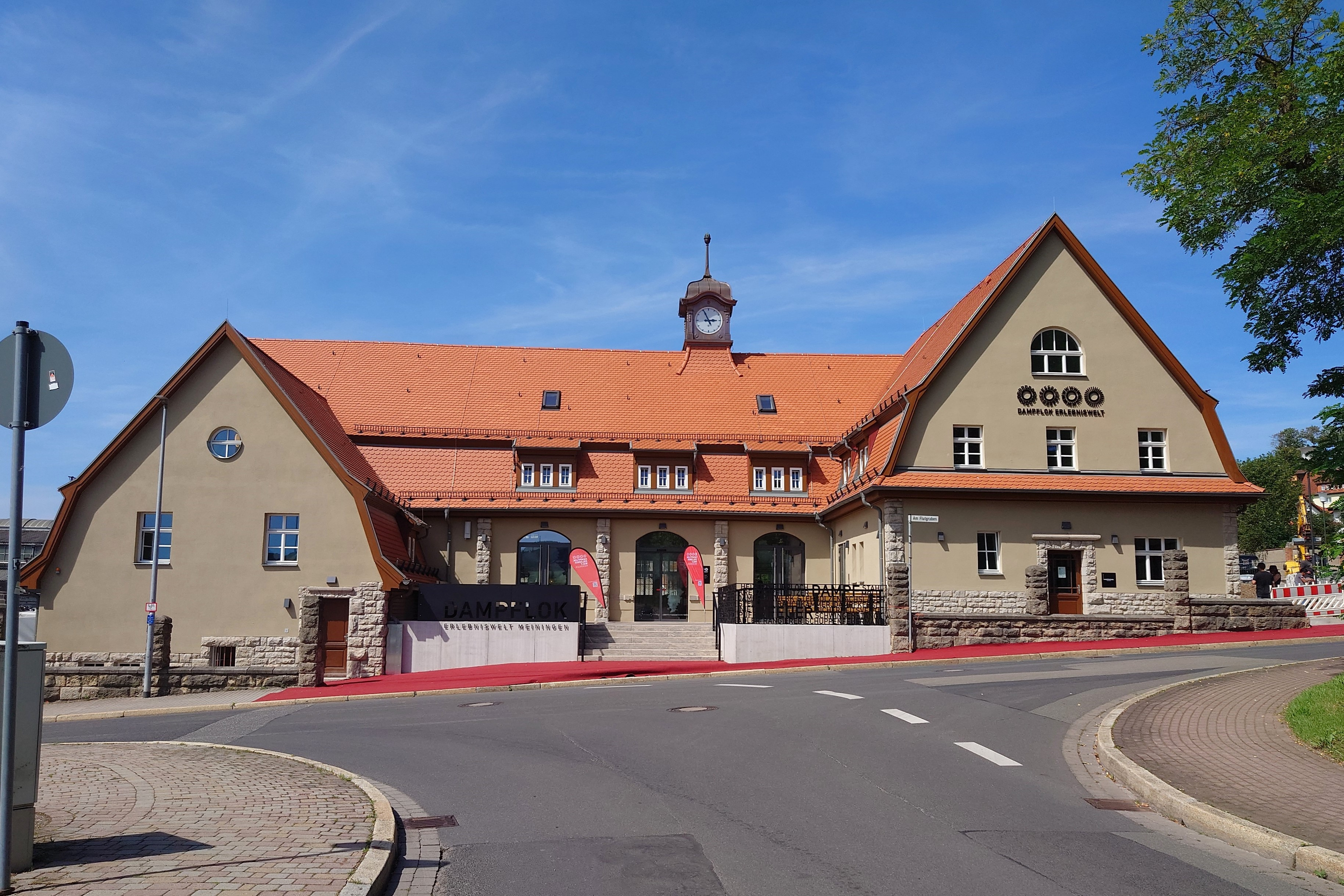
Die Erlebniswelt im August 2024

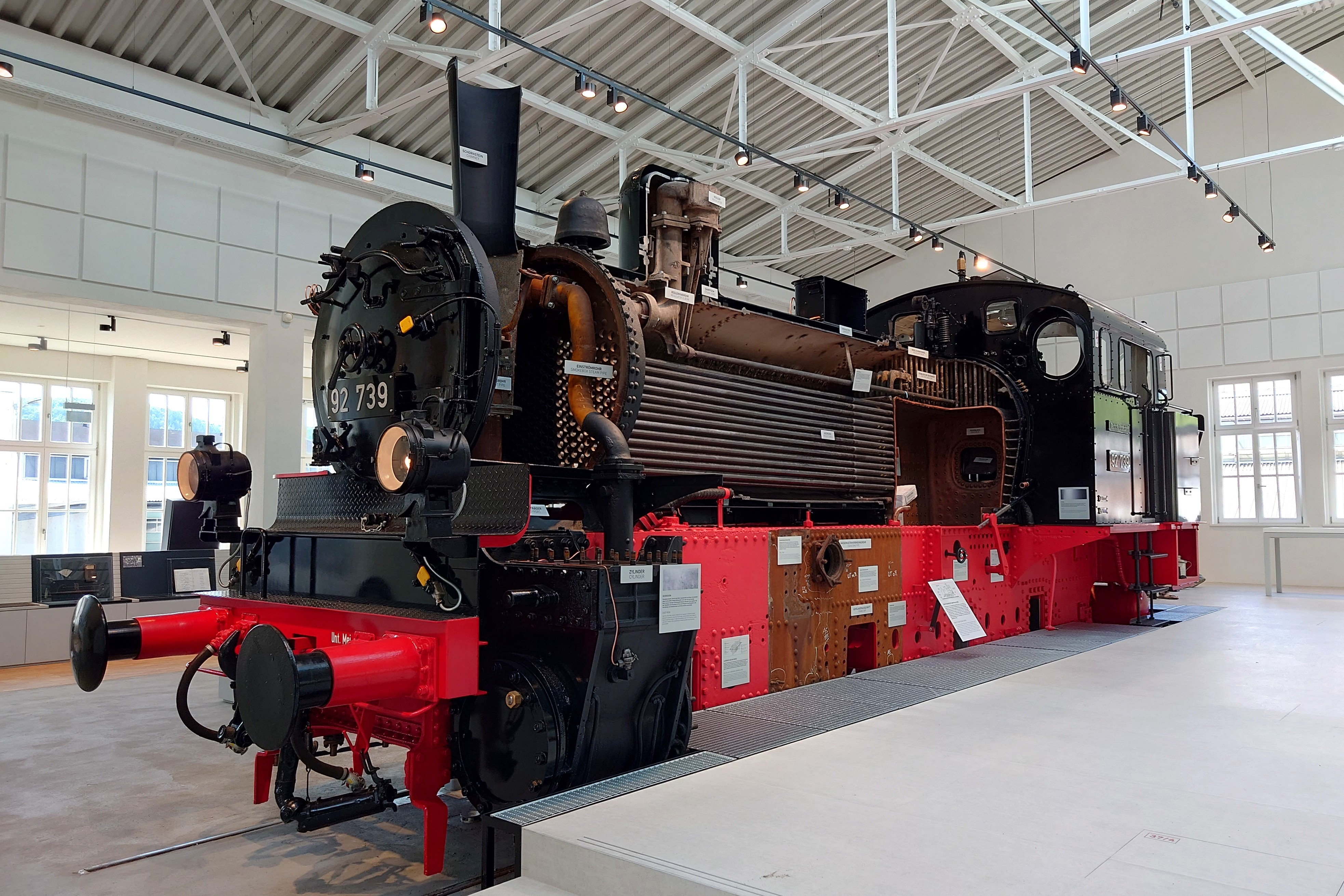
Blick auf die Lok T13 – 92 739

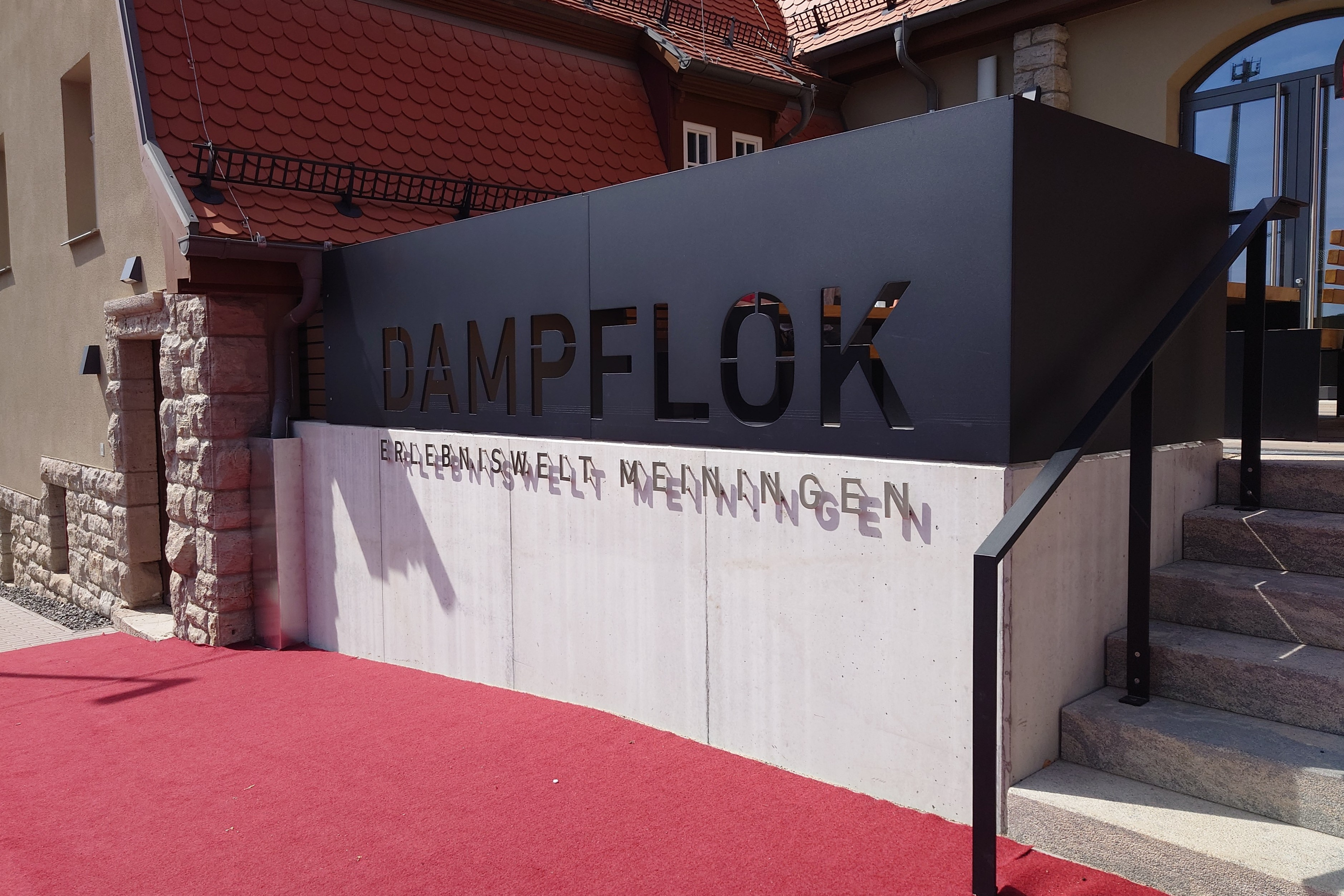
Eingangsbereich

Die Dampflok Erlebniswelt Meiningen, kurz DEW, ist ein interaktives Technikmuseum in der südthüringischen Kreisstadt Meiningen. Es wurde am 2. August 2024 eröffnet.
Das von der Stadt Meiningen errichtete Museum befindet sich direkt neben dem Dampflokwerk Meiningen im Osten der Stadt. Es ist im ehemaligen, mittlerweile abgesonderten und im Besitz der Stadt befindlichen Kantinengebäude des früheren RAW Meiningen untergebracht. Das außen historisch sanierte und innen komplett umgebaute Gebäude bietet eine 900 Quadratmeter große Ausstellungsfläche. Bereits im Jahr 2014 entstand während der 100-Jahr-Feier des Dampflokwerks Meiningen die Idee für den Bau eines Dampflokmuseums. Nach Jahren der Planung wurde 2019 mit der Entkernung des Gebäudes begonnen. Der erste Spatenstich und die Grundsteinlegung fand am 4. Oktober 2021 statt. Die Arbeiten wurden im Jahr 2024 abgeschlossen. Die teilweise von der Städtebauförderung und vom Land Thüringen geförderten Baukosten betrugen 17,6 Millionen Euro.
Das Museum gliedert sich in zwei Bereiche:
- Eine Dauerausstellung zeigt auf 600 m² den Aufbau von Dampflokomotiven anhand einer originalen dreifach aufgeschnittenen Preußischen T 13 mit begehbarem Führerstand und weitere originale Exponate. Bei einer Reihe von interaktiven Mitmach- und Medienstationen wird zum Beispiel die Funktionsweise und die Antriebe von Dampflokomotiven erlebbar gemacht. Des Weiteren werden mit großen Bild- und Videoarchiven die Instandhaltung von Dampflokomotiven, die über 100-jährige Geschichte des Dampflokwerkes in Meiningen und Zeitzeugeninterviews gezeigt.
- Auf weiteren 300 m² finden wechselnde Sonderausstellungen zu verschiedenen Themen rund um die Eisenbahn statt.

Zum Museum gehört des Weiteren ein Museumsshop und eine MITROPA-Cafeteria.